# Мюррей, Ханна
Ха́нна Мю́ррей (англ. Hannah Murray; род. 1 июля 1989, Бристоль, Англия) — британская актриса.

## Биография
Родилась 1 июля 1989 года в городе Бристоле, Великобритания, в семье университетских преподавателей. Карьеру актрисы начала в 2007 году, снявшись в молодёжном телесериале «Молокососы» в роли Кэсси, чудаковатой, страдающей анорексией девушки. Ханна узнала о кастинге, проводимом для сериала, в местном театре, который она посещала, и решила попробовать принять в нём участие. В результате она и Эйприл Пирсон, исполнительница роли Мишель, стали первыми актрисами, утверждёнными для сериала.
После «Молокососов», в мае 2008 года дебютировала как театральная актриса в роли Мии в пьесе «That Face». В том же году она исполнила небольшую роль в чёрной комедии «Залечь на дно в Брюгге», однако при монтаже сцены с её участием вырезали из фильма.
В 2010 году снялась в одной из главных ролей в триллере «Чат» (реж. Хидео Наката) и в драме «Чрево» (реж. Бенедек Флигауф). В этом же году она появилась в двух эпизодах британского телесериала «Above Suspicion 2: The Red Dahlia».
В 2012 году впервые исполнила роль Лилли (Джилли) во втором сезоне сериала «Игра престолов». В 2013—2017 годах исполняла ту же роль в следующих сезонах телепроекта HBO.
В 2013 году, после пятилетнего перерыва, вновь появилась в сериале «Молокососы» в роли Кэсси. Она снялась в двух эпизодах 7 сезона, повествующих о дальнейшей жизни Кэсси.
В 2014 году актриса снялась в музыкальной драме «Боже, помоги девушке», повествующей о трёх музыкантах из Глазго. Фильм был впервые показан на кинофестивале «Сандэнс» в январе 2014 года, где вместе с другими актёрами получила специальный приз жюри. В этом же году сыграла главную роль в пьесе Жан-Жака Бернарда «Мартин». Её исполнение было принято театральной публикой и критиками как одно из самых прекрасных и захватывающих в этом году. За эту роль она была номинирована на премию независимых театров Лондона в категории «Лучшее женское исполнение».

## Фильмография
| Год       |     | Русское название        | Оригинальное название    | Роль                       |
| --------- | --- | ----------------------- | ------------------------ | -------------------------- |
| 2007—2013 | с   | Молокососы              | Skins                    | Кассандра «Кэсси» Эйнсворт |
| 2008      | ф   | Залечь на дно в Брюгге  | In Bruges                | проститутка                |
| 2009      | тф  | Мисс Марпл Агаты Кристи | Agatha Christie’s Marple | Дороти Саваж               |
| 2010      | с   | Вне подозрений          | Above Suspicion          | Эмили Уикенхэм             |
| 2010      | ф   | Чат                     | Chatroom                 | Эмили                      |
| 2010      | ф   | Чрево                   | Womb                     | Моника                     |
| 2011      | кор | Маленькая слава         | Little Glory             | Джессика                   |
| 2011      | кор | Крылья                  | Wings                    | Элли                       |
| 2012—2019 | с   | Игра престолов          | Game of Thrones          | Лилли                      |
| 2012      | ф   | Мрачные тени            | Dark Shadows             | девушка-хиппи              |
| 2013      | ф   | Цифровая радиостанция   | The Numbers Station      | Рэйчел Дэвис               |
| 2014      | ф   | Боже, помоги девушке    | God Help the Girl        | Кэсси                      |
| 2015      | ф   | Бридженд                | A Bridgend Story         | Сара                       |
| 2015      | ф   | Лили и Кэт              | Lily & Kat               | Кэт                        |
| 2016      | ф   | Избранный               | El elegido               | Сильвия Агелофф            |
| 2017      | ф   | Детройт                 | Detroit                  | Джули Энн                  |
| 2018      | ф   | Так сказал Чарли        | Charlie Says             | Лесли Ван Хутен            |
| 2020      | с   | Ожидающий               | The Expecting            | Кара Маккринделл           |
| 2020      | ки  |                         | Shady Part of Me         | маленькая девочка          |

### Театральные постановки
| Год  | Название  | Роль    | Примечания             |
| ---- | --------- | ------- | ---------------------- |
| 2008 | That Face | Мия     | Duke of York's Theatre |
| 2014 | Мартина   | Мартина | Finborough Theatre     |

### Радио
| Год       | Название                                        | Роль            | Примечания  |
| --------- | ----------------------------------------------- | --------------- | ----------- |
| 2013–2014 | Welcome to Our Village, Please Invade Carefully | Люси Александер | 11 эпизодов |
| 2022      | Acid Dreams: The Great LSD Plot                 | Кристина Ботт   | 6 эпизодов  |

### Музыкальные клипы
| Год  | Название                                 | Исполнииель       |
| ---- | ---------------------------------------- | ----------------- |
| 2013 | "Your Cover's Blown (Miaoux Miaoux Mix)" | Belle & Sebastian |

## Награды и номинации
| Награды и номинации | Награды и номинации                   | Награды и номинации                             | Награды и номинации  | Награды и номинации | Награды и номинации                      |
| Год                 | Награда                               | Категория                                       | Фильм или сериал     | Результат           | Примечания                               |
| ------------------- | ------------------------------------- | ----------------------------------------------- | -------------------- | ------------------- | ---------------------------------------- |
| 2008                | Золотая Нимфа                         | Лучшая женская роль в драматическом сериале     | Молокососы           | Номинация           |                                          |
| 2014                | Премия Гильдии киноактёров США        | Лучший актёрский состав в драматическом сериале | Игра престолов       | Номинация           |                                          |
| 2014                | Сандэнс                               | Специальный приз жюри                           | Боже, помоги девушке | Победа              | вместе с Эмили Браунинг и Олли Александр |
| 2015                | Трайбека                              | Лучшая актриса                                  | Бридженд             | Победа              |                                          |
| 2015                | Evolution International Film Festival | Лучший актриса художественного фильма           | Бридженд             | Победа              |                                          |
| 2015                | Ourense Independent Film Festival     | Special Mention                                 | Бридженд             | Победа              |                                          |
| 2016                | Бодиль                                | Лучшая актриса                                  | Бридженд             | Номинация           |                                          |
| 2016                | Премия Гильдии киноактёров США        | Лучший актёрский состав в драматическом сериале | Игра престолов       | Номинация           |                                          |
| 2020                | Премия Гильдии киноактёров США        | Лучший актёрский состав в драматическом сериале | Игра престолов       | Номинация           |                                          |
| 2020                | CinEuphoria Awards                    | Почётная награда                                | Игра престолов       | Победа              |                                          |